# Decaschistia
Decaschistia es un género con 19 especies de plantas de la familia  Malvaceae. Es originario del Sudeste de Asia. 
Fue descrito por Robert Wight & George Arnott Walker Arnott  y publicado en Prodromus Florae Peninsulae Indiae Orientalis 1: 52, en el año 1834. 
La especie tipo es Decaschistia crotonifolia Wight & Arn.

## Especies
| - Decaschistia affinis - Decaschistia byrnesii - Decaschistia crassiuscula - Decaschistia crotonifolia - Decaschistia cuddapahensis - Decaschistia eximia - Decaschistia ficifolia - Decaschistia harmandii - Decaschistia intermedia - Decaschistia mouretii | - Decaschistia nervifolia - Decaschistia occidentalis - Decaschistia parviflora - Decaschistia peninsularis - Decaschistia pulchra - Decaschistia rufa - Decaschistia siamensis - Decaschistia thorelii - Decaschistia trilobata |